# Лонгин Печерський

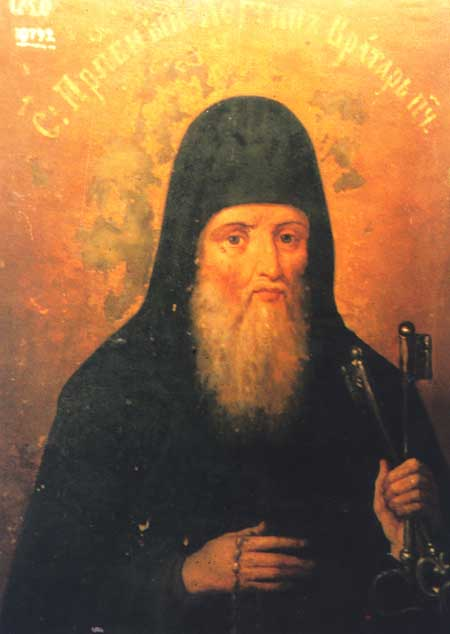
Преподобний Лонгин, воротар Печерський, міг споглядати думки людей, які відвідували монастир. Доброчесних підтримував, а злих нещадно викривав.

Лонгин (Логгин), воротар Печерський (13 — 14 ст., Київ) — православний святий, чернець Печерського монастиря, преподобний. Пам'ять 10 вересня і 29 жовтня. 

## Життєпис
Епітафія на аркосольній іконі повідомляє, що прп. Лонгин, «свято і праведно проходячи монастирський послух, такого від Бога сподобився дару, що бачив таємні думки людей, які входять до монастиря й виходять з нього. Доброчесних підтримував у добрі, а злих нещадно викривав, спонукаючи до покаяння».
Згідно з антропологічними дослідженнями святий Агафон представився у віці 50-60 років.

## Мощі
Його мощі спочивають у Дальніх печерах, поряд з мощами святого канонарха Геронтія та зовсім близько з Підземною церквою Різдва Христового.
Збереглося зображення ченця в монументальних розписах лаврських храмів.

## Пам'ять
В акафісті всім Печерським преподобним про святого сказано: 
|  | Радуйся, Лонгіне, бо шляхом вузьким ти правильно йшов, і на ньому Бога прийняв. |

Пам'ять 10 вересня і 29 жовтня.